# Фуад Хусейн
Фуад Мухаммед Хусейн (араб. فؤاد محمد حسين‎, род. 1 июля 1949) — иракский и курдский политический, государственный деятель; министр иностранных дел Ирака с 6 июня 2020 года.

## Биография
Родился в Ираке в городе Ханакин в 1949 году. Окончил бакалавриат по направлению «английский язык и литература» в Багдадском университете в 1971 году. В 1984 году в Амстердаме получил степень доктора по международным отношениям.
С 2005 по 2018 годы — министр в правительстве Иракского Курдистана.
Осенью 2018 года Демократическая партия Курдистана выдвигала кандидатуру Фуада Хусейна на должность президента Ирака, однако в конечном итоге парламент утвердил кандидатуру Бархама Салеха, выдвинутую Патриотическим союзом Курдистана.
С 24 октября 2018 года по 7 марта 2020 года — министр финансов Ирака.
С 6 июня 2020 года — министр иностранных дел Ирака.

## Личная жизнь
Женат, отец двух дочерей.